# Primera B de fútbol femenino de Chile
El Campeonato Nacional de la Primera B de Fútbol Femenino es la segunda categoría del fútbol femenino profesional en Chile. La Liga es organizada por la Asociación Nacional de Fútbol Profesional (ANFP), perteneciente a la Federación de Fútbol de Chile. Fue creada en el 2019, en una nueva modalidad de dos divisiones.

## Sistema de Campeonato
El sistema de campeonato para el año 2023, será similar al utilizado durante la temporada 2022, con los 19 equipos que participaron de la edición anterior, más los tres descendidos desde la Primera División Femenina 2022.
El total de 22 equipos será dividido en cuatro zonas: Zona Norte, Zona Centro Norte, Zona Centro Sur y Zona Sur. La Zona Norte estará compuesto por 4 equipos, mientras que las otras 3 Zonas, tendrán 6 equipos cada uno. En la fase zonal se disputarán 2 fases, la primera consta en que la Zona Norte, tendrá 2 ruedas de 3 fechas, todos contra todos, mientras que las otras 3 Zonas, tendrán 2 ruedas de 5 fechas, también todos contra todos. En la segunda fase, la Zona Norte tendrá el mismo formato que en la primera fase; es decir, 2 ruedas de 3 fechas, todos contra todos, mientras que las otras 3 Zonas, tendrá solo una rueda de 5 fechas cada uno, también todos contra todos.
En la fase final, los 2 mejores de cada grupo se disputarán los cuartos de final y las semifinales, en partidos de ida y vuelta y una final que se disputará a partido único, con los dos equipos finalistas ascendiendo a la Primera División 2024.

## Equipos Temporada 2023

### Equipos por región
| Equipo               | Región             | Comuna o ciudad |
| -------------------- | ------------------ | --------------- |
| San Marcos de Arica  | Arica y Parinacota | Arica           |
| Cobreloa             | Antofagasta        | Calama          |
| Deportes Copiapó     | Atacama            | Copiapó         |
| Deportes La Serena   | Coquimbo           | La Serena       |
| Everton              | Valparaíso         | Viña del Mar    |
| San Luis de Quillota | Valparaíso         | Quillota        |
| Santiago Wanderers   | Valparaíso         | Valparaíso      |
| Unión La Calera      | Valparaíso         | La Calera       |
| Unión San Felipe     | Valparaíso         | San Felipe      |
| Barnechea            | Metropolitana      | Lo Barnechea    |
| Deportes Melipilla   | Metropolitana      | Melipilla       |
| Deportes Recoleta    | Metropolitana      | Recoleta        |
| Lautaro de Buin      | Metropolitana      | Buin            |
| Unión Española       | Metropolitana      | Independencia   |
| Deportes Santa Cruz  | O'Higgins          | Santa Cruz      |
| Curicó Unido         | Maule              | Curicó          |
| Rangers              | Maule              | Talca           |
| Ñublense             | Ñuble              | Chillán         |
| Huachipato           | Biobío             | Talcahuano      |
| Deportes Temuco      | La Araucanía       | Temuco          |
| Magallanes           | La Araucanía       | Temuco          |
| Deportes Valdivia    | Los Ríos           | Valdivia        |

| Barnechea Deportes Recoleta Unión Española Lautaro de Buin \| Deportes Melipilla \| |
| Deportes Melipilla                                                                  |

| Deportes Melipilla |

## Palmarés

### Campeonatos por año
| Año  | Campeón                               | Subcampeón                            | Ref.  |
| ---- | ------------------------------------- | ------------------------------------- | ----- |
| 2019 | Deportes Puerto Montt (1)             | Deportes La Serena                    | [ 3 ] |
| 2020 | Cancelado por la Pandemia de COVID-19 | Cancelado por la Pandemia de COVID-19 |       |
| 2021 | Huachipato (1)                        | O'Higgins                             |       |
| 2022 | Coquimbo Unido (1)                    | Cobresal                              |       |
| 2023 | Everton (1)                           | Unión Española                        |       |
| 2024 | Huachipato (2)                        | Santiago Wanderers                    |       |

### Títulos por equipo
| Club                  | Campeón | Temporadas campeón  | Subcampeón | Temporadas subcampeón |
| --------------------- | ------- | ------------------- | ---------- | --------------------- |
| Huachipato            | 2       | 2021, 2024 (récord) | 0          |                       |
| Deportes Puerto Montt | 1       | 2019                | 0          |                       |
| Coquimbo Unido        | 1       | 2022                | 0          |                       |
| Everton               | 1       | 2023                | 0          |                       |
| Deportes La Serena    | 0       |                     | 1          | 2019                  |
| O'Higgins             | 0       |                     | 1          | 2021                  |
| Cobresal              | 0       |                     | 1          | 2022                  |
| Unión Española        | 0       |                     | 1          | 2023                  |
| Santiago Wanderers    | 0       |                     | 1          | 2024                  |

### Títulos por región
| Región     | Títulos | Clubes                |
| ---------- | ------- | --------------------- |
| Biobío     | 2       | Huachipato            |
| Los Lagos  | 1       | Deportes Puerto Montt |
| Coquimbo   | 1       | Coquimbo Unido        |
| Valparaíso | 1       | Everton               |